# Cantó de Gap Nord-Est
El cantó de Gap Nord-Est és un cantó francès del departament dels Alts Alps, situat al districte de Gap. Compta amb part del municipi de Gap.

## Municipis
- Gap

## Història
| Data d'elecció                           | Identitat              | Partit                     | Qualitat |
| ---------------------------------------- | ---------------------- | -------------------------- | -------- |
| 1973-1982                                | M. Payan               | UDF-CDS                    |          |
| 1982-1989                                | Pierre Bernard-Reymond | UDF-CDS                    |          |
| 1989-2005                                | Denise Faure           | Divers droite, després UMP |          |
| 2005-2008                                | Jean-Marc Passeron     | Divers droite              |          |
| 2008-                                    | Claude Feutrier        | PS                         |          |
| les dades anteriors no són pas conegudes |                        |                            |          |
|                                          |                        |                            |          |

| 1962 | 1968 | 1975 | 1982 | 1990  | 1999  | 2007  |
| ---- | ---- | ---- | ---- | ----- | ----- | ----- |
| -    | -    | -    | -    | 5.971 | 6.184 | 6.619 |